# Attera Orbis Terrarum - Part I
Az Attera Orbis Terrarum - Part I a svéd Dark Funeral black metal együttes DVD-je. A két lemezt tartalmazó kiadványon három koncert felvétele látható/hallható. Az első egy Lengyelországban, Katowicében 2005-ben felvett (Metalmania fesztivál) koncertet tartalmaz, valamint egy 2006-os Tilburg-i fellépést.
A kettes lemezen lévő koncertfelvétel pedig egy 2006-os párizsi fellépést örökít meg. 
A kiadványnak második része is megjelent Attera Orbis Terrarum - Part II címmel.

## Számlista

### Diszk 1

#### Élő – Metalmania fesztivál, Katowice, Lengyelország, 2005. március 12.
1. "Bleed For Satan" [Intro]
2. "The Arrival Of Satan's Empire"
3. "Ravenna Strogoi Mortii"
4. "The Secrets Of The Black Arts"
5. "Hail Murder"
6. "Open The Gates"
7. "Thus I Have Spoken"
8. "An Apprentice Of Satan"
9. "Goddess Of Sodomy"
10. "When Angels Forever Die"
11. "Armageddon Finally Comes"

#### Élő – Tilburg, Hollandia, 2006. március 5.
1. "Intro"
2. "King Antichrist"
3. "Diabolis Interium"
4. "Ravenna Strigoi Mortii"
5. "The Arrival Of Satan's Empire"
6. "Open The Gates"
7. "Vobiscum Satanas"
8. "666 Voices Inside"
9. "Attera Totus Sanctus"
10. "Bloodfrozen"
11. "Hail Murder"
12. "Atrum Regina"
13. "My Dark Desires"
14. "An Apprentice Of Satan"

### Diszk 2

#### Élő – Párizs, Franciaország, 2006. március 17.
1. "Intro"
2. "King Antichrist"
3. "Diabolis Interium"
4. "Ravenna Strigoi Mortii"
5. "The Arrival Of Satans Empire"
6. "Open The Gates"
7. "Vobiscum Satanas"
8. "666 Voices Inside"
9. "Attera Totus Sanctus"
10. "Bloodfrozen"
11. "Hail Murder"
12. "Atrum Regina"
13. "My Dark Desires"
14. "An Apprentice Of Satan"

## Közreműködők
- Lord Ahriman – Gitár
- Emperor Magus Caligula – Ének
- Chaq Mol – Gitár
- B-Force – Basszusgitár
- Matte Modin – Dob [2000–2007]